# Axel Andree
Axel Andree (* 1944 in Berlin) ist ein deutscher Theaterregisseur, Schriftsteller, Kunstmaler und Bühnenbildner.

## Leben
Axel Andree absolvierte ein Studium der Theaterwissenschaften, Kunstgeschichte sowie Amerikanistik an der Freien Universität Berlin.
Während seiner Tätigkeit als Regisseur am Theater und bei Großveranstaltungen begegnete er im September 1979 der Chansonsängerin und Schauspielerin Hildegard Knef. Ihr erstes gemeinsames Projekt war ein Galaabend im Internationalen Congress Centrum Berlin. Schnell entwickelte sich eine Freundschaft zwischen den beiden. Kurz nach der Übersiedelung der Familie Knef-von Schell, zog auch Andree im Jahr 1982 nach Los Angeles (USA). Zu mehreren Transatlantikreisen und auch innerhalb der USA begleitete er die Knef auf deren Konzert- und Promotiontouren. Außerdem arbeitete er als Co-Autor bei Knefs Buch Romy – Betrachtung eines Lebens mit. In Kalifornien wandte er sich verstärkt der Malerei zu, ein Talent – zu dem die Knef ihn inspirierte. In den Vereinigten Staaten war Axel Andree auch als Bühnenbildner tätig.
Im Mai 1995, sechs Jahre nach der Rückkehr von Hildegard Knef, kam Andree zurück nach Deutschland in seine Heimatstadt Berlin. Hier lebt und arbeitet er bis heute als freier Autor und Maler.
Bekannt wurde Andree durch sein biografisches Buch Die Knef, das er aus Anlass des 75. Geburtstags der Künstlerin Ende 2000 veröffentlichte. Darin beschreibt er Erlebnisse und Stationen aus dem Leben Hildegard Knefs, ergänzt durch Zitate aus deren Autobiografien und eigene Erfahrungen und Gespräche mit ihr. Ein Schwerpunkt ist dabei auf die amerikanische Zeit, die 1950er und 1960er Jahre gelegt.
In einer Ausgabe des rbb-Gernsehabends gewährte er private Einblicke in sein Refugium in Berlin, das mit vielen Utensilien auch an die Knef erinnert.